# C-5甾醇去饱和酶

各种真核生物的C-5甾醇去饱和酶所参与的甾体合成通路

C-5甾醇去饱和酶（英語：C-5 sterol desaturase，或称为甾醇C-5去饱和酶 ，缩写C5SD）是广泛存在于真核生物体内，参与类固醇生成的酶，依赖NADH将类固醇底物的5、6号碳原子上的氢脱去，生成带碳碳双键的产物。在人体中，C-5去饱和酶将7-胆甾烯醇脱氢生成7-脱氢胆固醇，最后转化为胆固醇。在真菌酿酒酵母（Saccharomyces cerevisiae）中，C5SD催化表甾醇脱氢生成5-脱氢表甾醇，最后转化为麦角固醇，在一些植物中，C5SD参与油菜素類固醇、谷固醇的合成。